# Enrique Bustamante y Ballivián
Enrique Bustamante y Ballivián (Lima, 20 de noviembre de 1883-ibidem, 1 de febrero de 1937) fue un poeta peruano. Tal y como lo definió Luis Alberto Sánchez, «fue uno de los poetas más finos e intelectuales del Perú». Enrique fue amigo y compañero de Abraham Valdelomar, sobre quien tuvo gran influencia, mantuvo sin embargo una personalidad poética alejada de compromisos colectivos; su poemario Antipoemas (1926) constituye una obra enmarcada en la transición hacia el vanguardismo.

## Biografía
Sus padres fueron Enrique Bustamante Salazar y María Josefa Ballivián y Jaimes. Cursó estudios en Lima en el Colegio de La Inmaculada y en el Colegio Granda. En 1902 ingresó a la Escuela Nacional de Ingenieros pero solo aprobó hasta el segundo año. 
Ingresó al periodismo y colaboró en diarios limeños como La Prensa, La Opinión Nacional y La Nación, y en revistas como Actualidades y Gil Blas. Proyectó editar un diario en La Paz, Bolivia (1909) y viajó hacia allí; pero sus planes se frustraron debido a los vaivenes de la política. De regreso en Lima, dirigió junto con Julio A. Hernández la revista Contemporáneos (12 números, de 1 de abril a 1 de octubre de 1909), desde donde propagó y defendió el modernismo. Posteriormente dirigió la revista Cultura, que solo sacó tres números (de julio a septiembre de 1915), siendo el antecedente de la revista Colónida. Dirigió también La Tarde de Chiclayo (1912) y La Patria de Lima (1914), vocero del gobierno provisorio de Óscar R. Benavides.
En 1917 empezó una gira artística acompañando al compositor Daniel Alomía Robles y con el propósito de difundir los valores vernáculos peruanos. Tras recorrer las ciudades del norte peruano, pasaron a Ecuador y Panamá, y llegaron hasta La Habana. En la isla de Cuba, Bustamante y Ballivián permaneció durante dos años, alternando con el periodismo. Se hizo célebre al ganar los tres premios de un concurso poético auspiciado por el diario Cuba. 
Bajo el gobierno de Augusto B. Leguía fue incorporado a la legación peruana de Cuba como jefe de propaganda (1919). Pasó luego a Bolivia como secretario de la legación, asumiendo accidentalmente las funciones de encargado de negocios; y a Brasil (1921), con la misma investidura. Luego fue prefecto de Junín (1923) y de Arequipa (1923-1924).
Pasó nuevamente a Brasil como encargado de negocios (1925-1926), pasando luego con el mismo cargo a Uruguay (1927) y como ministro plenipotenciario a Bolivia (1928-1930). Al caer el régimen leguiísta el 24 de agosto de 1930, cesó en sus funciones diplomáticas y retornó al Perú, con el propósito de dedicarse a las labores editoriales.
Fundó en Lima una Compañía de Impresiones y Publicaciones (CIP), que lanzó a numerosos escritores. Fue tenaz difusor de José María Eguren y colaborador de José Carlos Mariátegui, después de haberlo sido de Abraham Valdelomar, su gran amigo que muriera prematuramente en 1919.

## Obras poéticas
Publicó los poemarios siguientes: 
- Elogios (Lima, 1910)
- Arias de silencio (Lima, 1915)
- Autóctonas (La Paz, 1920)
- Antipoemas (Montevideo, 1926)
- Epopeya del trópico (1926)
- Odas vulgares (1927)
- Junín (1930).

Y, además, La evocadora (1913), novela poemática. 
Hizo también traducciones antológicas de poesía brasileña: Poetas brasileros'' (1922) y 9 poetas nuevos del Brasil (1930).
Sus obras completas, en cuatro volúmenes, se publicaron en Lima, en 1955-1958.

Caracteriza a Bustamante una sincera pasión por las letras, unidas a un evidente equilibrio intelectual. Fue sin duda fino y cultivado, pero no brillante ni original. Sus composiciones son, a menudo, impecables en la forma, pero de tema forzado, como obediente a una inspiración disciplinada.
Luis Alberto Sánchez